# Жозе Мозіню-да-Сілвейра
Жозе́ Шавіє́р Мозі́ню-да-Сілве́йра (ісп. José Xavier Mouzinho da Silveira; 12 липня 1780 — 4 квітня 1849) — португальський державний і політичний діяч, юрист. Міністр фінансів, церковних справ і юстиції в ліберальному уряді Педру IV (1832—1833). Один із провідників ліберального руху в країні. Автор численних реформ — законодавчої, адміністративної, податкової тощо. Народився в Каштелу-де-Віде, Португалія, в родині заможного землевласника. Вивчав юриспруденцію в Порту (1797—1802). Служив при королівському дворі в Лісабоні до першого французького вторгнення (1804—1807). Працював суддею в Марвані (1809—1812) і Каштелу-Бранку (1813—1816). Був головою комарки Порталегре (1817—1821). Після Ліберальної революції 1820 року балотувався, але програв вибори. На короткий час очолював Міністерство фінансів (1823). Належав до партії хартистів, був одним із непримиренних захисників Конституційної хартії. Після Квітневого повстання ув'язнений у Батальському монастирі, але незабаром звільнений (1824). Удостоєний титулу лицаря королівського дому (1825). Завідував фіскальною і податковою політикою в уряді (1825). Обраний до Палати депутатів Парламенту від Алентежу, став членом комісії фінансів (1826). Протестуючи проти сходження на трон нового короля Мігела, лідера консерваторів-абсолютистів, полишив країну; перебував у добровільному вигнанні в Парижі (1828—1832). Під час Громадянської війни (1828—1834) приєднався до табору Педру IV та Марії II. Виїхав до Азорських острові, де увійшов до складу ліберального уряду як міністр (1832). Супроводжував Педру IV до Португалії. Видав 44 декрети і накази, які радикально реорганізували адміністративну, податкову і юридичну системи країни. Заклав основи Вищого суду юстиції і Прокуратури. Вийшов у відставку через саботаж і наклепи урядовців. Виїхав до Парижа, де мешкав роками (1833—1834, 1836—1839). Повертаючись на батьківщину, входив до Палати депутатів Парламенту (1834—1836, 1839—1840), очолював португальську митницю і займався справами державних фінансів. Відмовився присягати на Конституції, за що був ув'язнений на короткий термін (1836). Розробив загальні правила для роботи митниць (1844). Помер у Лісабоні, Португалія. Вшановується як талановитий організатор і реформатор.

## Реформи
- Адміністративна:
Декрет № 23 від 16 травня 1832 року; запровадження нового адміністративно-територіального поділу на всій території Португалії та колоній за французьким зразком. Встановлювалися три рівні адміністративних одиниць — провінція (порт. província), комарка (порт. comarca), муніципалітет (порт. concelho). Їх очолювали представники центрального уряди — префект (порт. perfeito), субпрефект (порт. subperfeito), мер (порт. provedor). Кожна одиниця мала представницький орган — власну виборну раду. Реформа набула чинності лише 1834 року, після перемоги лібералів у Громадянській війні. Новий адміністративно-територіальний устрій проіснував до 1835 року[2][3].

- Законодавча:
Ліквідація більшої частини майоратів у Португалії.
Ліквідація системи форалів і добр Корони.

- Податкова:
Скасування церковної десятини як обов'язкового податку.
Скасування ряду мит і податків для малого бізнесу на внутрішньому ринку.
Скасування ряду монополій на внутрішньому ринку.